# 开元寺塔 (富县)
开元寺塔位于陕西省延安市富县城西的西山半山坡上，俗称西山塔，1992年被列为第三批陕西省文物保护单位，2013年被列为第七批全国重点文物保护单位。
开元寺和塔建于唐开元二十八年（740年）至二十九年，寺早已被毁，现仅存塔。塔为楼阁式砖塔，空心，平面呈方形，底边长8.41米，共十一层，顶层残缺，残高41.8米。